# Autodoprava
Autodoprava je doprava na přepravu lidí a zboží. Je to velmi rozšířený obor podnikání. 
Autodoprava je relativně mladý obor, ale velmi rozšířený po celém světe. Nejčastěji se používají kamiony a vznikají tak velké korporace s několika desítky až stovky kamiónů v jedné firmě. Menší autodopravy jsou většinou živnosti s malými dodávkovými vozy (do 3,5 tuny), které jsou také velmi rozšířené kvůli své dostupnosti a jsou relativně cenově přijatelné nákladově. Velikou výhodou je hlavně celková přístupnost i do méně přístupných oblastí, kam se železnice ani lodě nedostanou a kamiony tam mají také velmi složitý přístup. Nejčastěji se zboží vozí na EUR paletách a tzv. amerických paletách. Americké palety většinou přepravují nákladní vozy,které uvezou o mnoho více tun než dodávkové vozy, které mohou maximálně přepravit pouhé 2 tuny. Nákladní vozy, kterým se většinou říká CARGO a kamiony jsou schopni přeprav až okolo 30 tun. Zboží se většinou přepravuje do velkoskladů odkud je expandováno k cílovému zákazníkovi. V Austrálii jsou tzv. silniční vlaky, které za sebou mají několik návěsů. Kamion,neboli jízdní souprava se skládá z hnacího vozidla a jednoho , případně více návěsu nebo přívěsu. Kvůli šetření životního prostředí se snaží v posledních letech svět přemístit silniční dopravu na železnici což není vždy možné a tak autodoprava i nadále prosperuje. Dále sem patří autobusová doprava, která je velmi rozšířená a využívaná kvůli cenové dostupnosti.
Do autodopravy lze také v širším slova smyslu zařadit taxislužby a přepravy osob popřípadě jiné obory blíže nezařazené.

## Česká republika
V Česku je zařazena do živností volných a tudíž pro její založení není potřeba žádných doložitelných dokladů. Pouze při založení autodopravy nad 3,5 tuny je potřeba doložit finanční a odbornou způsobilost. Česká sdružení autodopravců jsou ČESMAD BOHEMIA a Karnet TIR. Mezinárodní nákladní list v autodopravě se jmenuje CMR.